# Katie McGrath

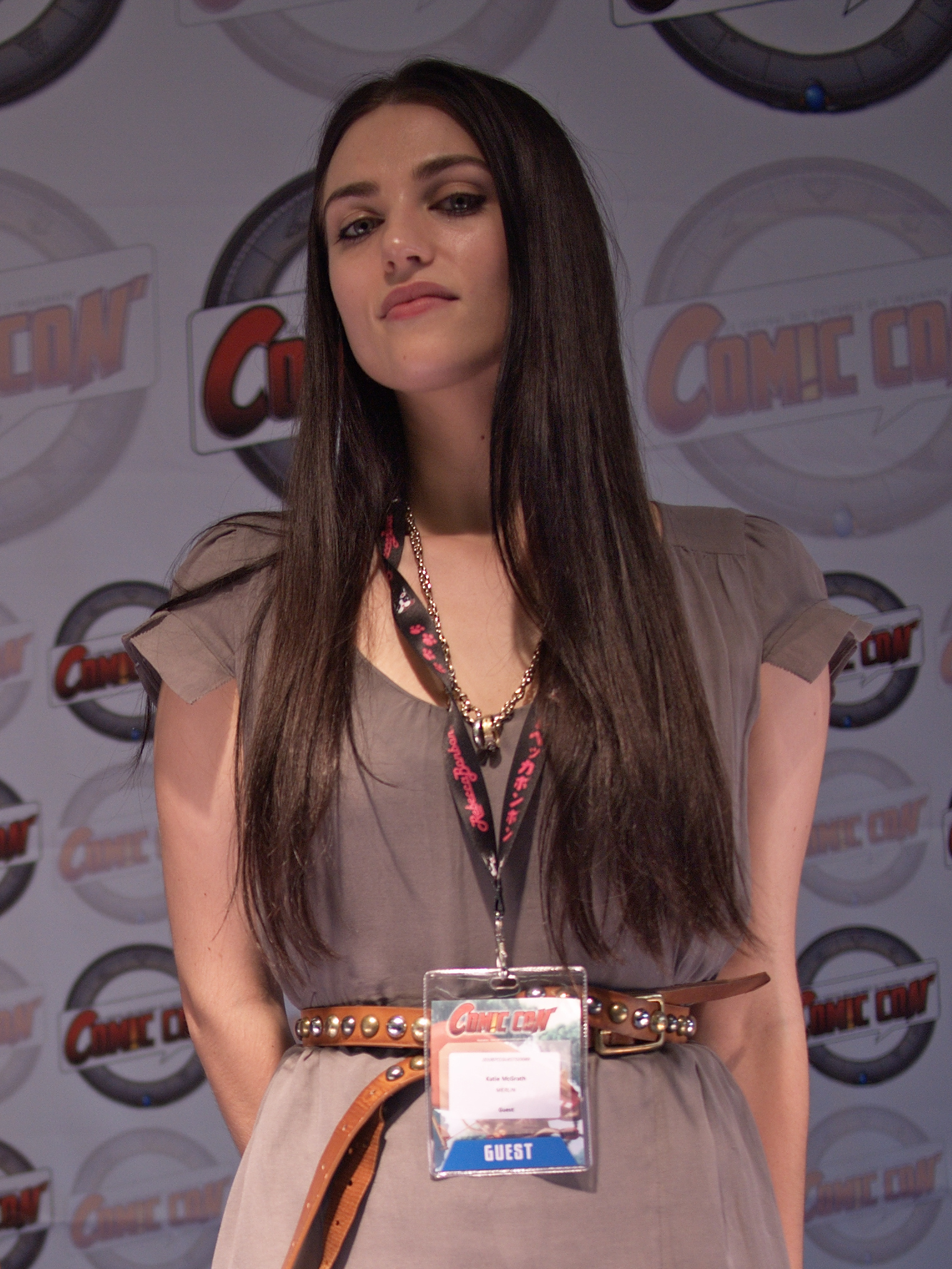
Katie McGrath (Comic Con France 2010)

Katie McGrath, właśc. Katherine Elizabeth McGrath (ur. 3 stycznia 1983 w Ashford) – irlandzka aktorka oraz modelka, która grała w serialach Przygody Merlina, Dracula i Supergirl.

## Filmografia
- 2008: Eden jako Trisha
- 2008: Freakdog jako Harriet
- 2008: Damage jako Rachel
- 2008: Dynastia Tudorów jako Bess
- 2008: The Roaring Twenties jako Vixen
- 2008–2012: Przygody Merlina jako Morgana
- 2009: The Queen jako księżniczka Małgorzata
- 2011: Bajkowe Boże Narodzenie jako Jules Daly
- 2011: W.E. Królewski romans jako Lady Thelma
- 2012: Labirynt jako Oriane Congost
- 2013: Dates jako Kate
- 2013-2014: Dracula jako Lucy Westenra
- 2015: Jurassic World jako Zara Young
- 2016: Slasher jako Sarah Bennett
- 2016-2017: Frontier jako Elizabeth Carruthers
- 2016-2021: Supergirl jako Lena Luthor
- 2017: Król Artur: Legenda miecza jako Elsa
- 2018: Buttons jako pani Wentworth
- 2019: Secret Bridesmaids' Business jako Saskia De Merindol